# آلفا-هیدروکسی اتیزولام
آلفا-هیدروکسی اتیزولام (انگلیسی: Alpha-Hydroxyetizolam) متابولیت فعال دارویی اتیزولام است. آلفا-هیدروکسی اتیزولام نیمه عمر تقریباً ۸.۲ ساعت دارد.
دیگر متابولیت غیر دارویی اتیزولام در انسان ۸-هیدروکسی اتیزولام است.